# Architecturaal werk van Le Corbusier
Het Architecturaal werk van Le Corbusier, "een buitengewone bijdrage aan de moderne beweging" is een inschrijving op de UNESCO werelderfgoedlijst waarbij zeventien bouwwerken van de Frans-Zwitserse architect Le Corbusier geklasseerd werden als cultureel werelderfgoed. De bouwwerken bevinden zich in Argentinië, België, Duitsland, Frankrijk, India, Japan en Zwitserland, met een merendeel in Frankrijk. Om die reden beschouwt de Commissie voor het Werelderfgoed de inschrijving ook als een inschrijving uit de UNESCO regio "Europa en Noord-Amerika".
De uiteindelijke goedkeuring na enkele eerdere voordrachten en verwijzingen naar latere sessies vond plaats in juli 2016 tijdens de 40e sessie van de Commissie voor het Werelderfgoed in Istanbul.

## Erkende sites
| Nr | Land                 | Locatie                                                                        | Site                                                                                     | Afbeelding |
| -- | -------------------- | ------------------------------------------------------------------------------ | ---------------------------------------------------------------------------------------- | ---------- |
| 01 | Vlag van Frankrijk   | Parijs Île-de-France 48° 51' 7" NB, 2° 15' 55" OL                              | Maisons La Roche en Jeanneret Woningen                                                   |            |
| 02 | Vlag van Zwitserland | Corseaux Vaud 46° 28' 6" NB, 6° 49' 45" OL                                     | Villa Le Lac, kleine villa aan de oever van het meer van Genève Woning                   |            |
| 03 | Vlag van Frankrijk   | Pessac Nouvelle-Aquitaine 44° 47' 56" NB, 0° 38' 52" WL                        | Cité Frugès Woningen                                                                     |            |
| 04 | Vlag van België      | Antwerpen 51° 11' 1" NB, 4° 23' 36" OL                                         | Maison Guiette Woning                                                                    |            |
| 05 | Vlag van Duitsland   | Stuttgart Baden-Württemberg 48° 48' 2" NB, 9° 10' 37" OL                       | Weißenhofsiedlung Woningen                                                               |            |
| 06 | Vlag van Frankrijk   | Poissy Île-de-France 48° 55' 28" NB, 2° 1' 42" OL                              | Villa Savoye en tuinierswoning Woning                                                    |            |
| 07 | Vlag van Zwitserland | Genève 46° 12' 1" NB, 6° 9' 23" OL                                             | Immeuble Clarté Woningen                                                                 |            |
| 08 | Vlag van Frankrijk   | Parijs Île-de-France 48° 50' 36" NB, 2° 15' 5" OL                              | Immeuble locatif à la Porte Molitor Woning                                               |            |
| 09 | Vlag van Frankrijk   | Marseille Provence-Alpes-Côte d'Azur 43° 15' 41" NB, 5° 23' 47" OL             | Unité d’habitation Marseille Woning                                                      |            |
| 10 | Vlag van Frankrijk   | Saint-Dié-des-Vosges Grand Est 48° 17' 26" NB, 6° 57' 2" OL                    | La Manufacture à Saint-Dié Fabriek                                                       |            |
| 11 | Vlag van Argentinië  | La Plata Buenos Aires 34° 54' 41" ZB, 57° 56' 31" WL                           | Maison du docteur Curutchet Woning                                                       |            |
| 12 | Vlag van Frankrijk   | Ronchamp Bourgogne-Franche-Comté 47° 42' 14" NB, 6° 37' 16" OL                 | Chapelle Notre-Dame-du-Haut de Ronchamp Kapel                                            |            |
| 13 | Vlag van Frankrijk   | Roquebrune-Cap-Martin Provence-Alpes-Côte d'Azur 43° 45' 37" NB, 7° 27' 46" OL | Cabanon de Le Corbusier Woning                                                           |            |
| 14 | Vlag van India       | Chandigarh 30° 45' 32" NB, 76° 48' 18" OL                                      | Hoofdstedelijk gebouwencomplex van Chandigarh Openbare gebouwen voor overheid en gerecht |            |
| 15 | Vlag van Frankrijk   | Éveux Auvergne-Rhône-Alpes 45° 49' 9" NB, 4° 37' 20" OL                        | Couvent Sainte-Marie de La Tourette Klooster                                             |            |
| 16 | Vlag van Japan       | Taito Tokio 35° 42' 56" NB, 139° 46' 33" OL                                    | Nationaal Museum voor Westerse Kunst Museum                                              |            |
| 17 | Vlag van Frankrijk   | Firminy Auvergne-Rhône-Alpes 45° 22' 60" NB, 4° 17' 21" OL                     | Maison de la Culture de Firminy openbaar gebouw                                          |            |

Nationaal park Los Glaciares ·
Jezuïetenmissies van de Guaraní (San Ignacio Miní · Santa Ana · Nuestra Señora de Loreto · Santa María la Mayor) ·
Nationaal park Iguazú ·
Cueva de las Manos, Río Pinturas ·
Valdés-schiereiland ·
Natuurparken Ischigualasto en Talampaya · 
Jezuïetenkwartier en Estancias van Córdoba ·
Quebrada de Humahuaca ·
Qhapac Ñan, wegennetwerk van de Andes ·
Architecturaal werk van Le Corbusier (Maison du docteur Curutchet) ·
Nationaal park Los Alerces
Vlaamse begijnhoven ·
Grote Markt van Brussel ·
Scheepsliften op het Canal du Centre ·
Belforten in België en Frankrijk ·
Historisch centrum van Brugge ·
Herenhuizen van de architect Victor Horta (Brussel) ·
Neolithische vuursteenmijnen in Spiennes (Bergen) ·
Onze-Lieve-Vrouwekathedraal in Doornik ·
Museum Plantin-Moretus ·
Oude en voorhistorische beukenbossen van de Karpaten en andere regio's van Europa · 
Stocletpaleis ·
Belangrijkste mijnsites van Wallonië · 
Architecturaal werk van Le Corbusier (Maison Guiette)  · 
Historische kuuroorden van Europa (Spa) · 
Koloniën van Weldadigheid (Wortel-Kolonie)
Dom van Aken · Abdij en Altenmünster van Lorsch · Slot Augustusburg en slot Falkenlust in Brühl · Bamberg · Bauhaus en zijn sites in Weimar, Dessau en Bernau · Klassiek Weimar · Fagusfabriek · Rammelsbergmijnen en historische stad Goslar · Dom van Keulen · Hanzestad Lübeck · Luthergedenkplaatsen in Eisleben en Wittenberg · Abdij van Maulbronn · Groeve Messel · Fürst-Pückler-Park Bad Muskau · Kloostereiland Reichenau · Museuminsel in Berlijn · Parklandschap Dessau-Wörlitz · Stiftskerk, kasteel en historisch centrum van Quedlinburg · Bedevaartskerk van Wies · Historisch centrum van Regensburg met Stadtamhof · Romeinse monumenten, Dom en Onze-Lieve-Vrouwekerk in Trier · Oude en voorhistorische beukenbossen van de Karpaten en andere regio's van Europa · Paleizen en parken van Potsdam en Berlijn · Michaeliskirche en Dom van Hildesheim · Dom van Speyer · Historisch centrum van Stralsund en Wismar · Stadhuis en Rolandstandbeeld van Bremen · Grenzen van het Romeinse Rijk: Opper-Germaans-Raetische limes · Bovenloop van het Midden-Rijndal · IJzersmelterij van Völklingen · Kasteel Wartburg · Residentie van Würzburg · Kolenmijn en industriecomplex Zeche Zollverein in Essen · Modernistische woonwijken in Berlijn · Waddenzee · Prehistorische paalwoningen in de Alpen · Markgrafelijk Operahuis in Bayreuth · Bergpark Wilhelmshöhe · Karolingisch westwerk en Civitas Corvey · Speicherstadt en het Kontorhausviertel met het Chilehaus in Hamburg · Architecturaal werk van Le Corbusier (Weißenhofsiedlung) · Grotten en kunst uit de ijstijd in de Zwabische Jura · Archeologisch grenslandschap van Hedeby en de Danevirke · Dom van Naumburg ·  Mijnstreek Erzgebirge/Krušnohoří · Waterbeheersysteem van Augsburg · Historische kuuroorden van Europa (Bad Ems, Baden-Baden en Bad Kissingen) · Mathildenhöhe Darmstadt · Grenzen van het Romeinse Rijk - De Neder-Germaanse limes · ShUM-sites van Speyer, Worms en Mainz · Grenzen van het Romeinse Rijk - De Donaulimes (Westelijk gedeelte)  · Joods-middeleeuws erfgoed van Erfurt · Complex van de residentie van Schwerin · Moravische kerknederzettingen (Herrnhut)
Mont-Saint-Michel en baai · Kathedraal van Chartres · Paleis en park van Versailles · Basiliek van Vézelay op de colline éternelle · Prehistorische locaties en beschilderde grotten in de Vézèrevallei · Paleis en park van Fontainebleau · Kathedraal van Amiens · Romeins theater en omgeving en de triomfboog van Orange · Arles, Romeinse en romaanse monumenten · Cisterciënzer Abdij van Fontenay · Zoutziederij Salins-les-Bains en Koninklijke zoutziederij Arc-et Senans · Place Stanislas, Place de la Carrière en Place d'Alliance in Nancy · Abdijkerk van Saint-Savin-sur-Gartempe · Golf van Porto: Calanches de Piana, Golf van Girolata, Natuurreservaat Scandola · Pont du Gard · Straatsburg: Grande-Île · Parijs: oevers van de Seine · Kathedraal Notre Dame, Abdij van Saint-Remi en Paleis van Tau in Reims · Kathedraal van Bourges · Historisch centrum van Avignon · Canal du Midi · Historische vestingstad Carcassonne · Nationaal park Pyrénées-Mont Perdu · Pelgrimsroutes in Frankrijk naar Santiago de Compostella · Historisch Lyon · Rechtsgebied van Saint-Émilion · Loiredal tussen Sully-sur-Loire en Chalonnes-sur-Loire · Provins, stad van middeleeuwse jaarmarkten · Le Havre, stad herbouwd door Auguste Perret · Belforten in België en Frankrijk · Bordeaux, Port de la Lune · Vestingwerken van Vauban · Lagunes van Nieuw-Caledonië: rifdiversiteit en ecosystemen · Bisschopsstad Albi · Pitons, cirques en "remparts" van het eiland Réunion · De Causses en de Cevennen, mediterraan agropastoraal cultuurlandschap · Prehistorische paalwoningen in de Alpen · Steenkoolbekken van Nord-Pas-de-Calais · Beschilderde grot van de Pont d'Arc, bekend als de Grotte Chauvet-Pont-d’Arc, Ardèche · De climats van de wijnstreek Bourgogne · Heuvels, huizen en wijnkelders van Champagne · Architecturaal werk van Le Corbusier · Taputapuātea · Tektonisch landschap Chaîne des Puys en Limagnebreuklijn · Franse Zuidelijke Gebieden en Zeeën · Historische kuuroorden van Europa (Vichy) · Vuurtoren van Cordouan · Nice, winterbadplaats aan de Rivièra  · Oude en voorhistorische beukenbossen van de Karpaten en andere regio's van Europa ·  Te Henua Enata - De Markiezeneilanden
Grotten van Ajanta · Grotten van Ellora · Fort van Agra · Taj Mahal · Zonnetempel van Konárak · Monumentengroep bij Mahabalipuram · Nationaal park Kaziranga · Wildpark Manas · Nationaal Park Keoladeo · Kerken en kloosters van Goa · Monumentengroep bij Khajuraho · Monumentengroep bij Hampi · Fatehpur Sikri · Monumentengroep bij Pattadakal · Grotten van Elephanta · Chola-tempels · Nationaal park Sundarbans · Nationale parken Nanda Devi en Bloemenvallei · Boeddhistische monumenten bij Sanchi · Humayuns tombe, Delhi · Qutb Minar en zijn monumenten, Delhi · Bergspoorwegen van India · Mahabodhitempel · Rotsschuilplaatsen van Bhimbetka · Archeologisch park Champaner-Pavagadh · Chhatrapati Shivaji Terminus (voormalig Victoria Station) · Rode Fortcomplex · Heuvelforten van Rajasthan · Rani ki vav (the Queen’s Stepwell) in Patan, Gujarat · Nationaal park Great Himalayan · Nationaal park Khangchendzonga · Architecturaal werk van Le Corbusier (Hoofdstedelijk gebouwencomplex van Chandigarh) · Archeologische site Nalanda Mahavihara (universiteit van Nalanda) in Nalanda, Bihar · Historische stad Ahmadabad · Ensembles van neogotiek en art deco in Mumbai · De stad Jaipur, Rajasthan · Kakatiya Rudreshwara (Ramappatempel) · Dholavira: een stad van de Harappabeschaving · Moidams - het grafheuvelsysteem van de Ahomdynastie
Boeddhistische monumenten in het Horyu-ji-gebied ·
Kasteel Himeji ·
Shirakami-Sanchi ·
Yakushima ·
Historische monumenten van oud-Kyoto (Kyoto, Uji en Otsu) ·
Historische dorpen van Shirakawa-go en Gokayama ·
Vredesmonument in Hiroshima (Genbaku Dome) ·
Itsukushima-schrijn ·
Historische monumenten van oud-Nara ·
Schrijnen en tempels van Nikko ·
Gusuku en plaatsen van het Koninkrijk Riukiu ·
Heilige plaatsen en pelgrimsroute in het Kii-gebergte ·
Shiretoko ·
Zilvermijn Iwami Ginzan en zijn cultuurlandschap ·
Hiraizumi - Tempels, tuinen en archeologische sites die het boeddhistische Pure Land vertegenwoordigen ·
Ogasawara-eilanden ·
Fujisan, heilige plaats en bron van artistieke inspiratie ·
Zijdefabriek van Tomioka en aanverwante sites ·
Sites van de industriële revolutie van Japan tijdens de Meijiperiode: ijzer en staal, scheepsbouw en kolenmijnbouw ·
Architecturaal werk van Le Corbusier (Nationaal Museum voor Westerse Kunst) · 
Heilige eiland Okinoshima en aanverwante sites in Munakata · 
Verborgen christelijke sites in de streek van Nagasaki ·
Groep van kofun van Mozu-Furuichi: grafheuvels van oud-Japan ·
Amami-Oshima, Tokunoshima, noordelijk deel van Okinawa en Iriomote ·
Prehistorische Jomon-sites in Noord-Japan ·
Goudmijnen op het eiland Sado
Abdij van Sankt Gallen · Benedictijner abdij Sankt Johann in Müstair · Kastelen van Bellinzona · Oude binnenstad van Bern · Zwitserse Alpen Jungfrau-Aletsch · Monte San Giorgio · Lavaux, wijngaardterrassen · Tektonische landschap van Sardona · Rhätische Bahn in het Albula / Bernina landschap · La Chaux-de-Fonds / Le Locle, stadsplanning van horlogemakersstadjes · Prehistorische paalwoningen in de Alpen · Architecturaal werk van Le Corbusier · Oude en voorhistorische beukenbossen van de Karpaten en andere regio's van Europa